# Aeropuerto de Barra del Colorado
El Aeropuerto de Barra del Colorado (IATA: BCL, OACI: MRBC) es un aeropuerto que sirve Barra del Colorado, Costa Rica.

## Vuelos charter
- Aviones Taxi Aéreo S. A. (San José)